# Desmoncus chinantlensis
Desmoncus chinantlensis là loài thực vật có hoa thuộc họ Arecaceae. Loài này được Liebm. ex Mart. mô tả khoa học đầu tiên năm 1853.